# Lijst van dialecten van de wereld - N
Deze lijst van dialecten is zeker niet compleet en de aanduiding 'dialect' zal voor diverse van de genoemde variëteiten zeker omstreden zijn. De lijst bevat in principe alleen variëteiten die nauwelijks standaardisatie hebben ondergaan. Ze zijn geordend onder een kop die ofwel redelijk adequaat de genoemde subvariëteiten omvat, ofwel de naam is van de standaardtaal die door de dialectsprekers als lingua franca wordt gehanteerd.
Zie voor achtergronden over de schakeringen van de taal-dialectrelatie de lemma's variëteit (taalkunde), taal, dialect, streektaal, standaardtaal, dialectcontinuüm, taalfamilie.

## Naasioi
Naasioi - Kongara - Orami - Pakia-Sideronsi

## Nafusi
Dimeo - Jerbi - Massagal - Njeleng - Tamezret - Zuara

## Nahuatl
Sommige bronnen beschouwen onderstaande termen als afzonderlijke talen, die op hun beurt dialecten kunnen hebben. De termen worden alleen als dusdanig behandeld, en krijgen dus een aparte kop, indien dat het geval is. Toch worden die "talen" voor de duidelijkheid nog in deze lijst opgenomen, zonder hun "dialecten" welteverstaan.
Klassiek Nahuatl - Hoogland-Puebla-Nahuatl - Coatepec-Nahuatl - Centraal-Huasteca-Nahuatl - Landengte-Cosoleacaque-Nahuatl - Landengte-Mecayapaans Nahuatl - Landengte-Pajapaans Nahuatl - Noordelijk Puebla-Nahuatl - Michoacán-Nahuatl - Centraal Puebla-Nahuatl - Guerrero-Nahuatl - Tabasco-Nahuatl - Oostelijk Huasteca-Nahuatl - Tetelcingo-Nahuatl - Tenango-Nahuatl - Tlalitzlipa-Nahuatl - Morelos-Nahuatl - Centraal-Nahuatl - Huaxcaleca-Nahuatl - Zuidoostelijk Puebla-Nahuatl - Ometepec-Nahuatl - Temascaltepec-Nahuatl - Westelijk Huasteca-Nahuatl - Noordelijk Oaxaca-Nahuatl - Santa María la Alta-Nahuatl - Durango-Nahuatl - Orizaba-Nahuatl - Tlamacazapa-Nahuatl
Zie ook: Dialecten van de wereld - O#Orizaba-Nahuatl, Dialecten van de wereld - W#Westelijk Huasteca-Nahuatl.

## Nakanai
Bileki - Losa - Maututu - Ubae - Vere

## Nali
Okro

## Namakura
Buninga - Makura - Mataso - Tongariki-Eiland - Tongoa-Eiland

## Namosi-Naitasiri-Serua
Batiwai - Nalea - Tubai

## Nanai
Akani - Birar - Kila - Kuro-Urmi - Samagir - Sunggari - Torgon - Ussuri

## Nangikurrunggurr
Ngenkiwumerri - Tyemeri

## Narom
Miri - Narom

## Narungga
Abjabdurah - Turra

## Naskapi
Oostelijk Naskapi - Westelijk Naskapi

## Nataoraans Amis
Cikosowaans - Kaliyawaans - Natawraans - Nataoraans - Pokpok - Ridaw - Sakizaya

## Nauete
Naumik - Oso Moko

## Nauruaans
Yaren

## Ndam
Ndam Dik - Ndam-Ndam

## Nederlands
Brabants - Hollands - Oost-Vlaams - Vlaams - Kleverlands

### Subdialecten van het Brabants
Driebergs - Getelands - Kempen-Brabants - Midden-Noord-Brabants - Noordwest-Brabants - Oost-Brabants - Zuid-Brabants

#### Getelands
Tiens

#### Kempen-Brabants
Noorderkempens - Zuiderkempens

##### Noorderkempens
Lommels

##### Zuiderkempens
Mechels

#### Midden-Noord-Brabants
Betuws - Hollands-Brabants - Maas-en-Waals - Maaslands (Brabants) - Tilburgs

##### Hollands-Brabants
Land-van-Altenaas

##### Maaslands
Bosch

#### Noordwest-Brabants
Antwerps - Baronies - Markiezaats

##### Antwerps
Liers - Nijlens - Stabroeks

##### Baronies
Bergs (Bergen op Zoom) - Bergs (Geertruidenberg)

##### Markiezaats
Bredaas

#### Oost-Brabants
Geldrops - Heeze-en-Leendes - Helmonds - Kempenlands - Meierijs - Peellands

##### Meierijs
Rosmalens

#### Zuid-Brabants
Centraal-Zuid-Brabants - Hagelands - Kleinbrabants - Pajots

##### Centraal-Zuid-Brabants
Asses - Beersels - Hals - Opwijks - Ternats - Vilvoords

##### Hagelands
Aarschots - Leuvens

##### Kleinbrabants
Aalsters

##### Pajots
- Brussels
  - Marols

### Subdialecten van het Hollands
Amsterdams -  Hoog-Haarlems - IJsselmeerpolders - Kennemerlands - Standaardnederlands - Tessels - Utrechts-Alblasserwaards - Waterlands - West-Fries - Westhoeks - Wierings - Zaans - Zuid-Hollands

#### Utrechts-Alblasserwaards
Alblasserwaards - Stad-Utrechts - Zeisters

#### Waterlands
Markens - Volendams

#### Zuid-Hollands
Dordts - Haags - Hoeksche Waards - Katwijks - Leids - Rotterdams - Sliedrechts - Strand-Hollands - Westlands

### Subdialecten van het Oost-Vlaams
Drongens - Eksaards - Gents - Landegems - Lokers - Merelbeeks - Noord-Oost-Vlaams - Sint-Niklaas - Ronses - Waas - Zuid-Oost-Vlaams - Zottegems

#### Overgangsdialecten tussen Oost- en West-Vlaams
Avelgems - Maldegems - Waregems

### Subdialecten van het Stadsfries
Amelands -Bildts - Bolserters - Dokkumers - Feensters - Franekers - Harlingers - Kollumers - Liwwadders - Midslands - Snekers - Stavers

## Nedersaksisch/Nederduits

### Subdialecten van hetNedersaksisch

#### Westfaals
Drents - Sallands - Achterhoeks - Twents - Urkers - Veluws (West- en Oost-Veluws) - Westerwolds - Stellingwerfs - West-Münsterlands - Münsterlands - Zuidwestfaals - Oostwestfaals - Eemslands - Bentumers

#### Noord-Nedersaksisch
Gronings-Oost (Friso-Saksisch, Gronings en Oost-Fries) - Sleeswijks - Dithmarsisch - Oldenburgs - Holsteins - Noordhannovers - Eemslands - Stellingwerfs (Friso-Saksisch)

Of voor een deel van de Nederlandse Westfaalse dialecten:

#### Gelders-Overijssels[4]
Drents - Sallands - Urkers - Veluws (West- en Oost-Veluws)

## Nederta'oih
Hantong' - Tong

## Negidal
Nizovsk - Verchovsk

## Nehan
Nehan - Pinipel

## Ngäbere
Oostelijk Guaymí - Valiente

## Ngad'a
Bajawa - Centraal-Ngada - Zuid-Ngada

## Ngaju
Ba'amang - Kapuas - Mantangai - Pulopetak

## Ngarinman
Bilinara

## Ngarinyin
Guwidj - Wilawila - Wolyamidi - Wurla

## Ngas
Heuvel-Angas - Vlakten-Angas

## Ngura
Badjiri - Bidjara - Dhiraila - Garandala - Kalali - Mambangura - Mingbari - Ngurawarla - Punthamara - Wongkumara - Yarumarra

## Nias
Batu - Nias

## Nigeriaans Pidgin
Benin-Pidgin - Cross River-Pidgin - Delta-Pidgin - Lagos-Pidgin

## Nimoa
Panatinani - Panawina - Sabari - Western Point

## Nogai
Centraal Nogai - Wit-Nogai - Zwart-Nogai

## Noord-Alaskaans Inupiatun
Anaktuvik Pass Inupiatun - Noord-Slope Inupiatun - Point Hope Inupiatun - West-Arctisch Inupiatun

## Noord-Ambrym
Magam - Olal

## Noord-Azerbeidzjaans
Airym - Bakoe - Borcala - Derbend - Gəncə - Jerevan - Karapapak - Lənkəran - Nachitsjevan - Nuxa - Ordubad - Qazax - Qəbələ - Quba - Qyzylbash - Salyan - Şamaxı - Şuşa - Terekeme - Zaqatala

## Noord-Centraal-Amerikaans Creools Engels
Belizaans Creools Engels

## Noord-Efate
Buninga - Emau - Livara - Nuna - Paunangis - Sesake

## Noord-Gondi
Amravati - Betul - Bhandara - Chindwara - Mandla - Nagpur - Seoni - Yavatmal

## Noord-Khmer
Buriram - Sisaket - Surin

## Noord-Marquesaans
Hatutu - Nuku Hiva - Ua Huka - Ua Pou

## Noord-Mofu
Durun - Wazaans

## Noord-Oezbeeks
Karluk - Kipchak - Oghuz

## Noord-Subanen
Dapitaans - Dikayu - Salog

## Noord-Tanna
Imafin - Oost-Tanna - West-Tanna

## Noord-Wemale
Horale - Kasieh - Uwenpantai

## Noordwest-Alaska-Inupiak
Kobuk-Inupiak - Koning Island-Inupiak - Kotzebuebaai-Inupiak - Kust-Inupiak - Noord-Malimiut-Inupiak - Seward-schiereiland-Inupiak - Zuid-Malimiut-Inupiatun

## Noordwest-Kolami
Madka-Kinwat - Maregaon - Pulgaon - Wani

## Noordwest-Ojibwa
Albany-Ojibwa - Berens-Ojibwa - Lac Seul-Ojibwa - Lake of the Woods-Ojibwa - Rainy-Ojibwa

## Noors
Centraal-Noors - Noord-Noors - Oost-Noors - West-Noors

## Numee
Kwenyii - Numee - Ouen

## Nyâlayu
Belep - Yalayu

## Nyindrou
Babon

## Nzanyi
Dede - Hoode - Lovi - Magara - Maiha - Mutidi - Nggwoli - Paka - Rogede
A · B · C · D · E · F · G · H · I · J · K · L · M · N · O · P · Q · R · S · T · U · V · W · Y · Z